# 连珠铳
连珠铳又稱連珠火銃，为明末清初发明家戴梓所发明的一种可以連續射擊28發子彈的後裝滑膛燧發鳥銃。彈丸與火藥分裝在銃托內，扳轉第一個機關可將火藥與彈丸填入銃管中待發，再動第二個機關（扳機）擊發。被人喻为世界上第一种「机关枪」。傳說戴梓并没有将“连珠铳”献给军营，而是“藏器于家”，原因据说是被一个梦所吓怕，有一天晚上睡觉的时候，戴梓做了一个奇怪的梦，梦中人斥责他说，上天有好生之德，你如果将此器献上使其“流布人间”，你的子孙后代将没有活人了。但據《清史稿》記載，戴梓曾向康親王獻「連珠火銃」。
然而根據研究指出，戴梓所製造的连珠火铣（戴铣）是一种单发枪，而不是一種自动武器，戴梓曾奉康熙帝之命，仿制过外国使臣进献的“蟠肠鸟枪”和“冲天炮”，學者推测戴铣很可能是仿照在康熙年间昂里哑国（英吉利国）进献的昂里哑国枪而制成，亦认为戴铣在构造上和昂里哑国枪一样，唯一不同之處是戴铣弹仓較长。这种枪是为了达到连续射击的目的，因此被称为「连珠」，但从构造原理来看，他们与机枪是根本不同的两回事，实际上是一种具有连发功能的击发枪，而且这种火器成本高，实战作用低，最终只能沦落为皇帝的玩物。

## 描述
纪昀在《阅微草堂笔记》里的描写：

形若琵琶，凡火药铅丸，皆贮于铳脊，以机轮开闭。其机有二，相衔如牡牝，扳一机则火药铅丸自落筒中，第二机随之并动，石激火出，而铳发矣，计二十八发，火药铅丸乃尽，始需重贮。